# منصع بصري

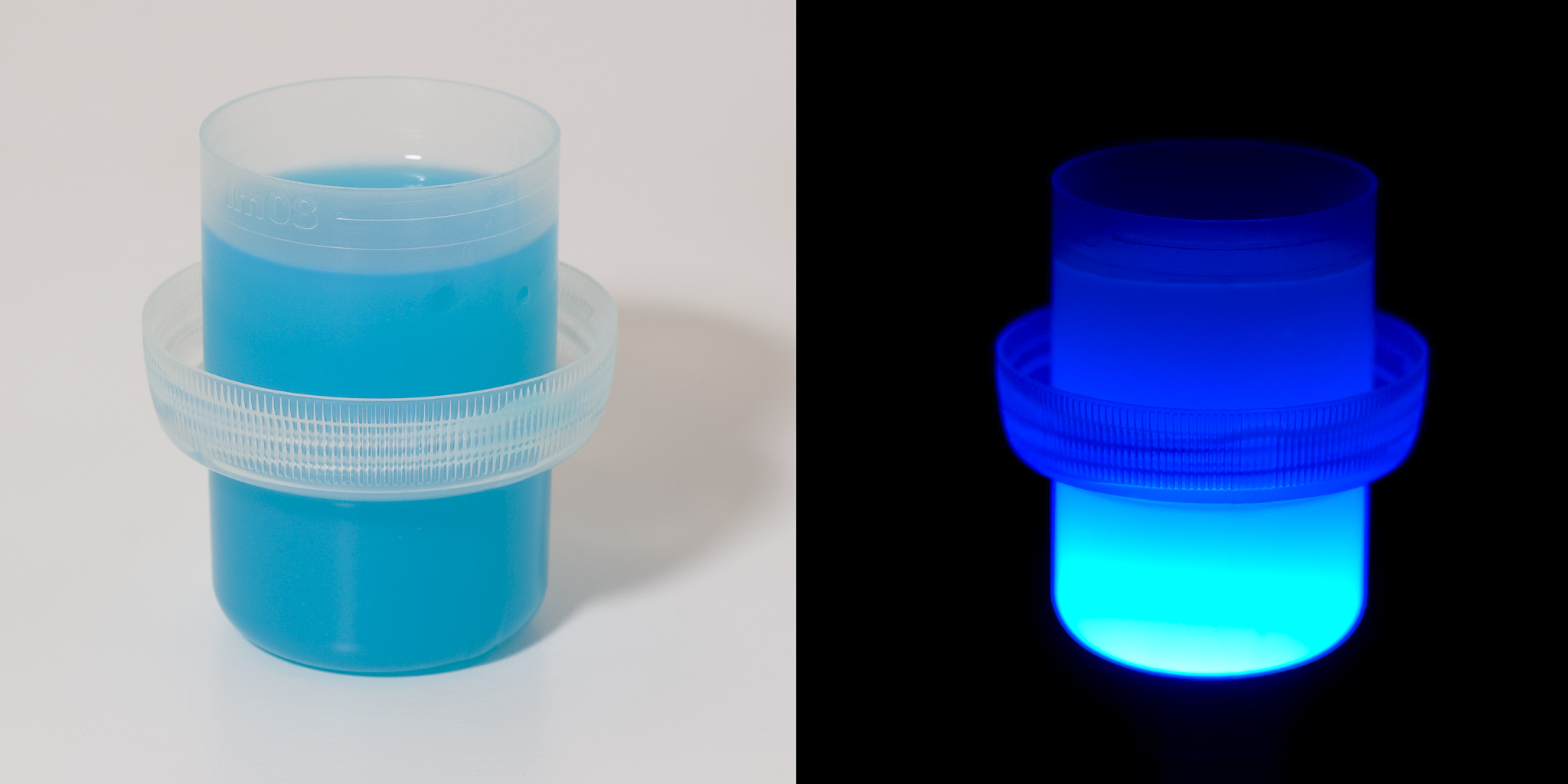
الأثر البصري للمنظفات المنزلية عند إضاءتها بأشعة فوق البنفسجية

المنصّعات البصرية أو المنصّعات الفلورية هي مركبات كيميائية عضوية، لها القدرة على امتصاص الضوء من منطقة الأشعة فوق البنفسجية (340-380 نانومتر) من الطيف الكهرومغناطيسي ثم تعيد إصداره بشكل طاقة ضوئية عند أطوال موجية أطول، أي في المنطقة المرئية (400-500 نانومتر)، وهي منطقة طيف اللون الأزرق. وهذا الأثر لا يحدث إلا إذا كانت الأشعة الضوئية الساقطة ذات طاقة مهمة من الأشعة فوق البنفسجية، مثل أشعة الشمس
لتساعد على تحفيز هذه الأصبغة.
تضاف هذه المواد إلى القماش والورق لتعطيها بياضًا أنصع. إذن تؤثر المنصعات الفلورية في المنطقة الزرقاء من الطيف المرئي بسبب زيادتها لكمية الأزرق في طيف الانعكاس عن القماش مع إلغاء تأثير الاصفرار.
ليس من الحكمة افتراض أن كمية أكبر من المنصعات البصرية يمكن أن تغطي على النتائج السيئة لعملية القصر. كلما كان اللون الأبيض الأساسي للخامة أفضل، كان تأثير المنصعات البصرية أفضل.
المنصعات البصرية ليست أصبغة لأنها لا تمتص أو تعكس الضوء في المجال المرئي، ولكنها تتصرف كالأصبغة. فبعض المركبات مزودة بمجموعة تفاعلية مثلاً. وهي تتصف بالثباتية كما في الأصبغة، ولها ثباتية مختلفة. ولهذا السبب يجب الانتباه لعمليات الإنهاء اللاحقة عند اختيار المنصعات.
تصنف المنصعات بأنها مواد أنيونية أو كاتيونية أو مستعلقة. تستخدم المنصعات الأنيونية في صباغة الألياف السليولوزية والنايلون والبروتينية وبعض الأكريليك. وتستخدم المنصعات الكاتيونية في صباغة ألياف الأكريليك، والحرير، ومعظم الألياف المشحونة سلبًا. المنصعات المستعلقة تستخدم للألياف المشتقة من البترول. يمكن ضبط الاستنفاد على الألياف بإضافة الملح وضبط درجة الحرارة، وقد تكون الألفة كبيرة جيدًا فتتسبب في عدم التجانس.
عوامل التبييض البصرية التجارية هي مركبات الستيلبين، وهي مركبات عديمة اللون تقريبًا وهي ذات خصائص فلورية.

## التطبيق في النسيج[1]
يمكن أن تطبق المنصعات الفلورية أثناء عملية الغلي القلوي والقصر ولا يمكن تطبيقها أثناء إزالة البوش.
شروط العملية إضافة إلى نوع الألياف تملي علينا متى يمكن تطبيق المنصعات.
الأقمشة الممزوجة من القطن/بوليستر يمكن أن تبيض إما في حوض الغلي القلوي أو حوض القصر. بعض المصابغ تدمج عمليتي الغلي القلوي والقصر في عملية واحدة حيث تضاف المنصعات.
الأسيتات والنايلون ومتعدد الإستر هي بيضاء بالحالة الطبيعية ويمكن إضافة المنصعات في حوض الغلي القلوي.
الأكريليك يشوبه بعض الاصفرار ولذلك يحتاج للقصر باستخدام كلوريت الصوديوم ويبيض ليعطي بياضا جيدًا.

## مشاكل المنصعات البصرية
- بعض المنصعات حساسة جدًا لشوارد الحديد.
- التراكيز الزائدة قد تؤدي إلى اصفرار أو اخضرار النسيج.
- عدد من المنصعات قد تغير اللون أثناء معالجتها معالجة ضد التجعد.
- عدد من المنصعات حساسة لأكاسيد الآزوت وخصوصًا على ألياف البوليستر.
- المنصعات المستخدمة على الألياف الطبيعية تكون ضعيفة الثباتية ضد الضوء.
- المنصعات ضعيفة الثباتية ضد الغسل.